# Kolumna morowa w Českým Krumlovie
Kolumna morowa w Českým Krumlovie – kolumna morowa znajduje się na placu Svarnosti w Českým Krumlovie w Czechach.
Kolumna wzniesiona jako podziękowanie świętym za zakończenie zarazy morowej, jaka nawiedziła Český Krumlov w latach 1680–1682. Na słupie znajduje się rzeźba Marii Panny Immaculaty z 1712–1716 roku. Jest ona dziełem praskiego rzeźbiarza Matyasa Vaclava Jackela i miejscowego kamieniarza Jana Planskera .

## Historia obiektu
Pierwsza wzmianka o podłączeniu wody na Rynku w Českým Krumlovie pochodzi z 1388 roku. Najstarsza studnia była drewniana, uzupełniona korytem, z którego konie piły wodę. W 1577 roku została podłączona woda z miejskiego stawu przy Górnej Bramie, a studnia zamieniona została na kamienną. W 1843 roku stan techniczny studni był tak zły, że zdecydowano o jej likwidacji. Nowy zbiornik wody wybudowano w obecnej lokalizacji i połączono ze słupem morowym. Fontannę tę wykonał kamieniarz Josef Hauber. Obiekt jest ozdobiony rzeźbami świętych, ustawionych na dwóch poziomach. W górnym znajdują się figury: św. Wacława, św. Wita, św. Jana Ewangelisty, św. Judy Tadeusza. W dolnym poziomie ustawione są figury św. Franciszka Ksawerego, św. Sebastiana, św. Kajetana i św. Rocha. Budowa słupa była finansowana przez Marię Ernestinę ze Schwarzenberku jako wotum dziękczynne za zakończenie epidemii dżumy, która dotknęła miasto w latach 1680–1682 .